# Jacques II de Majorque
Pour les articles homonymes, voir Jacques II.
Jacques II (catalan : Jaume II), né le 31 mai 1243 à Montpellier et mort le 29 mai 1311 à Palma, est le roi de Majorque, comte de Roussillon et de Cerdagne, baron d'Aumelas et seigneur de Montpellier, de 1276 à sa mort.

## Biographie
Troisième fils du roi d'Aragon Jacques Ier le Conquérant et de Yolande de Hongrie, il reçoit une éducation soignée conduite sans doute par le « docteur illuminé », Raymond Lulle. Après la mort de ses frères Alphonse et Ferdinand, il devient le second dans la succession à la couronne. Par testament de 1262, son père divise ses possessions : l'aîné, infant Pierre, reçoit les royaumes d'Aragon et de Valence avec le comté de Barcelone, alors que Jacques reçoit le royaume de Majorque, les comtés de Roussillon et de Cerdagne et la seigneurie de Montpellier. À cette date, il semble également que son père lui reconnaît la fonction de procureur général dans son héritage. Il peut donc s'initier à l'exercice du pouvoir, qui lui revient à la mort du Conquérant en 1276.
Devenu roi, Jacques II doit faire face aux appétits de ses puissants voisins, le roi de France Philippe le Hardi au nord et son frère Pierre, fâché de n'avoir pu récupérer tout l'héritage du Conquérant, au sud. Les rapports entre Pierre III d'Aragon, l'aîné, et Jacques II de Majorque, le cadet, tous deux fils de Jacques Ier le Conquérant, sont toujours tendus. Le roi d'Aragon considère les terres de son frère comme une verrue dans les siennes, alors que le roi de Majorque y voit une entité cohérente.
Dès 1279, il doit accepter la suzeraineté de son frère pour les Baléares et de Philippe III de France pour la seigneurie de Montpellier. Le danger le plus menaçant semblant être la couronne d'Aragon, Jacques II choisit le parti de Philippe III dans la croisade d'Aragon de 1284-1285, menée contre Pierre III d'Aragon. Après la déroute de cette expédition, Pierre confisque les Baléares en représailles. En 1286, Jacques II mène une expédition contre le principal allié de Pierre III au nord des Pyrénées, le vicomte de Castelnou, vassal nominal de Jacques II, expédition qui se conclut par la prise du château de Castelnou. L'hostilité entre le royaume de Majorque et la couronne d'Aragon se poursuit sous le règne du fils et successeur de Pierre III, Alphonse III d'Aragon. Ce n'est qu'en 1295, avec le traité d'Anagni, que le principe de la restitution de Majorque et d'Ibiza, augmentées de l'île de Minorque, est acceptée par le roi Jacques II d'Aragon, autre fils de Pierre III. Cette restitution n'est effective qu'en 1298, et Jacques de Majorque doit se considérer vassal de son neveu Jacques d'Aragon pour toutes ses possessions.
La paix obtenue, Jacques II tente de réorganiser son royaume en établissant de nouvelles impositions, en soumettant les institutions majorquines au pouvoir royal. Il met également en place une politique de prestige, fondée sur des grands travaux, comme celui du palais des rois de Majorque à Perpignan et celui de la cathédrale de Palma de Majorque, débutée après la conquête de Majorque par Jacques Ier le Conquérant ou encore le château de Bellver à Majorque. La plupart de ces travaux sont encore en cours à sa mort le 29 mai 1311.

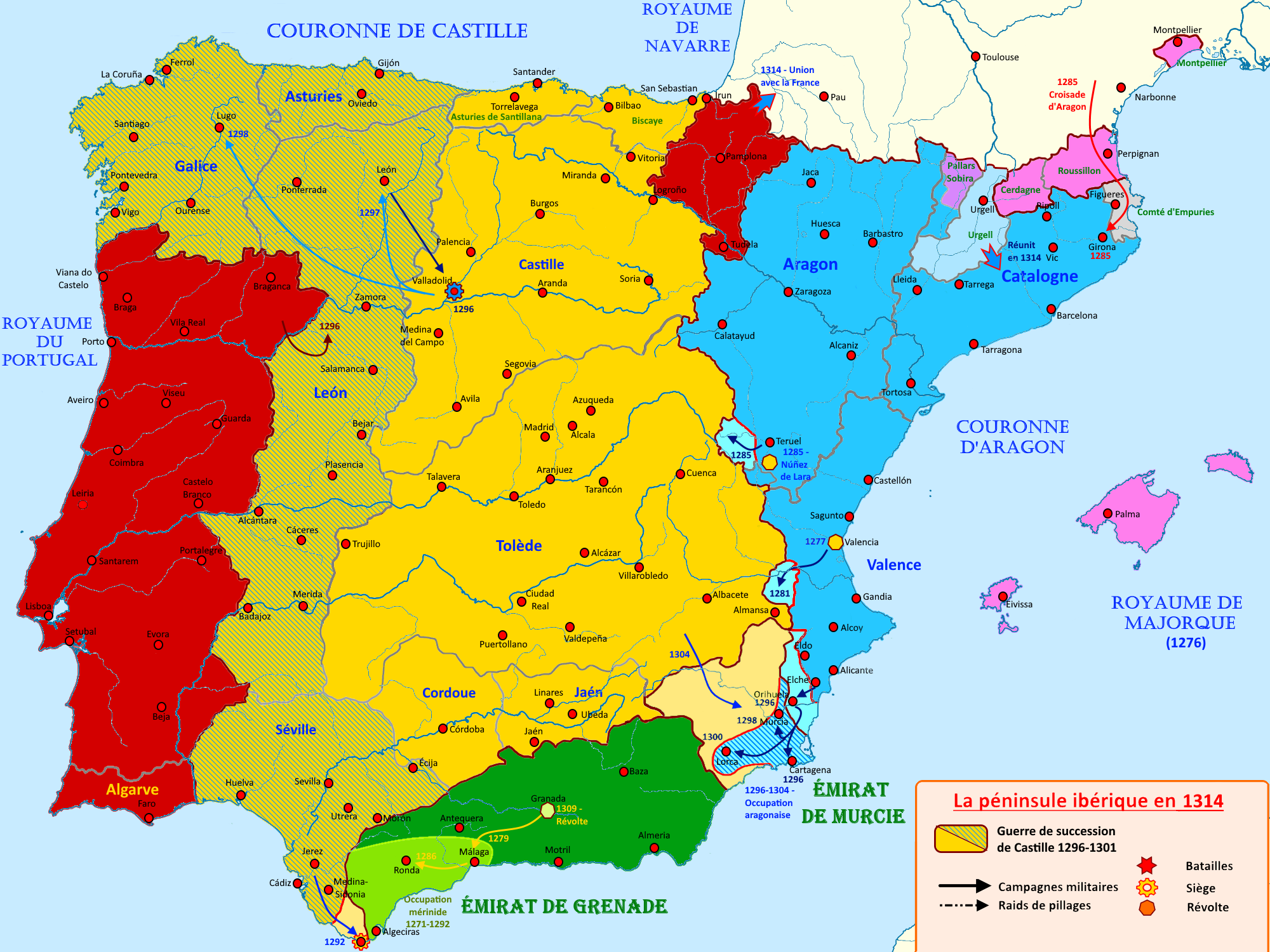
Le royaume de Majorque jusqu'en 1314.

## Mariage et descendance
De son mariage de 1275 avec Esclarmonde de Foix, fille du comte Roger IV de Foix, il a six enfants:
- Jacques, héritier du trône de Majorque et fiancé en 1298 à Catherine de Courtenay, héritière théorique de l'empire latin de Constantinople, il renonce au trône en 1299 en faveur de son frère Sanche pour devenir moine franciscain ;
- Sanche (mort en 1324), roi de Majorque (1311-1324), marié en 1304 à Marie d'Anjou, fille de Charles II d'Anjou, roi de Naples ;
- Ferdinand (mort en 1316), baron d'Aumelas, marié en 1314 à Isabelle de Sabran, fille de Marguerite de Villehardouin, prétendante à la principauté d'Achaïe, puis (1316) à Isabelle, fille de Philippe d'Ibelin, sénéchal du royaume de Chypre; il est le père du futur roi Jacques III de Majorque ;
- Isabelle (es) (morte en 1301), mariée en 1299 à l'infant Juan Manuel de Castille, seigneur de Villena ;
- Sancia (ou Sancha) (morte en 1345), reine de Naples par son mariage (1304) avec Robert Ier, roi de Naples et comte de Provence ;
- Philippe (mort en 1342/1343), frère franciscain, régent du royaume de Majorque (1324-1329) pour son neveu Jacques III.